# Vígľašská Huta-Kalinka
Vígľašská Huta-Kalinka é um município da Eslováquia, situado no distrito de Detva, na região de Banská Bystrica. Tem 16,2 km² de área e sua população em 2018 foi estimada em 325 habitantes.

## Demografia
| Ano:        | 1994 | 2004   | 2014   | 2024   |
| ----------- | ---- | ------ | ------ | ------ |
| Broj ljudi: | 384  | 377    | 360    | 339    |
| Razlika:    |      | -1,82% | -4,50% | -5,83% |

| Ano:               | 2023 | 2024   |
| ------------------ | ---- | ------ |
| Número de pessoas: | 341  | 339    |
| Diferença:         |      | -0,58% |